# Akkad (ville)
Pour les articles homonymes, voir Akkad.

L'Empire d'Akkad au

Akkad, Agade ou encore Agadé, est une ville antique de Basse Mésopotamie, ancienne capitale de l'Empire d'Akkad, fondé par Sargon l'Ancien. Elle n'a toujours pas été retrouvée. 
Sa localisation est débattue. La position la plus acceptée est celle qui la situe à la confluence du Tigre et de la rivière Adhem, donc en aval de l'actuelle Samarra, près de Dhuluiya. Une autre localisation possible est plus en aval, à la confluence du Tigre et de la Diyala, donc près de Bagdad,.
La ville est mentionnée quelques générations avant le règne de Sargon, et elle n'a manifestement pas une histoire ancienne quand il la choisit comme capitale. Il en fit une capitale à l'image de sa puissance : il y bâtit un grand palais royal, ainsi que de nombreux temples, le principal étant voué à Ishtar, la déesse protectrice de la dynastie d'Akkad. On sait également par une inscription de Sargon que des bateaux provenant de pays du golfe Persique (Dilmun, Magan, Meluhha) venaient jusqu'aux quais d'Akkad, ce qui indique que cette cité avait un port fluvial.
Akkad reste la capitale de l'Empire fondé par Sargon jusqu'à son effondrement au début du XXIIe siècle av. J.-C. Selon le texte dit de la Malédiction d'Akkad, la ville est prise et pillée par les Gutis. Si tel est le cas, cet évènement ne signe en rien sa fin, puisqu'elle est au XXIe siècle av. J.-C. un centre provincial important sous l'Empire de la troisième dynastie d'Ur, un gouverneur y résidant. Elle est ensuite toujours mentionnée au IIe millénaire, durant lequel elle est incorporée dans le royaume de Babylone. Un des deux rois kassites nommé Kurigalzu y entreprit des travaux. Au XIIe siècle av. J.-C., elle est pillée par l'armée élamite. Des rois de la première moitié du Ier millénaire av. J.-C. y effectuent encore des travaux, comme Assarhaddon d'Assyrie et Nabonide de Babylone, qui reconstruit le temple d'Ishtar d'Akkad, en y adjoignant deux ziggurats. Le palais de Sargon a peut-être servi de nécropole pour des rois babyloniens. La cité est encore attestée dans des textes datant des règnes de Darius Ier (522-486 av. J.-C.) et de Séleucos Ier (323-280 av. J.-C.).